# Friedrich Brandt (Fotograf)

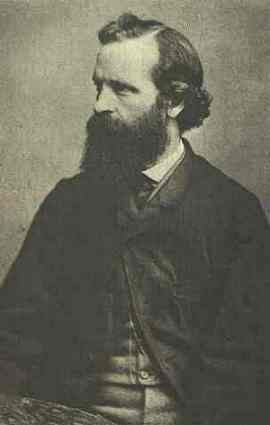
Friedrich Brandt

Friedrich Brandt (* 1. Juli 1823 in Schleswig; † 3. Juni 1891 in Flensburg; vollständiger Name Christian Friedrich Brandt) war ein deutscher Berufsfotograf.

## Leben
Brandt hatte 1844 eine Lehre als Buchbinder abgeschlossen; vermutlich war er bereits im Verlauf der Ausbildung mit der Fotografie in Berührung gekommen. 1851 eröffnete er ein fotografische Atelier in Schleswig, verlegte sein Geschäft aber schon im folgenden Jahr nach Flensburg. Brandt gehörte zu den frühesten Fotografen Schleswig-Holsteins.
Vorwiegend lichtete Brandt Personen ab, war jedoch auch auf dem Gebiet der Architekturfotografie aktiv und fertigte Außenaufnahmen städtischer Ansichten an. Historisch besonders bedeutsam sind die Bilder, die er als einer von nur vier Fotografen von den Schlachtfeldern und Schauplätzen des Deutsch-Dänischen Kriegs anfertigte, teilweise nur kurze Zeit nach den Kampfhandlungen. Nach den Aufnahmen aus dem Krimkrieg zählen diese Bilder zu den frühesten Kriegsfotografien Europas.
1870 veröffentlichte Brandt eine Serie von 27 Aufnahmen vom Brüggemann-Altar im Schleswiger Dom.

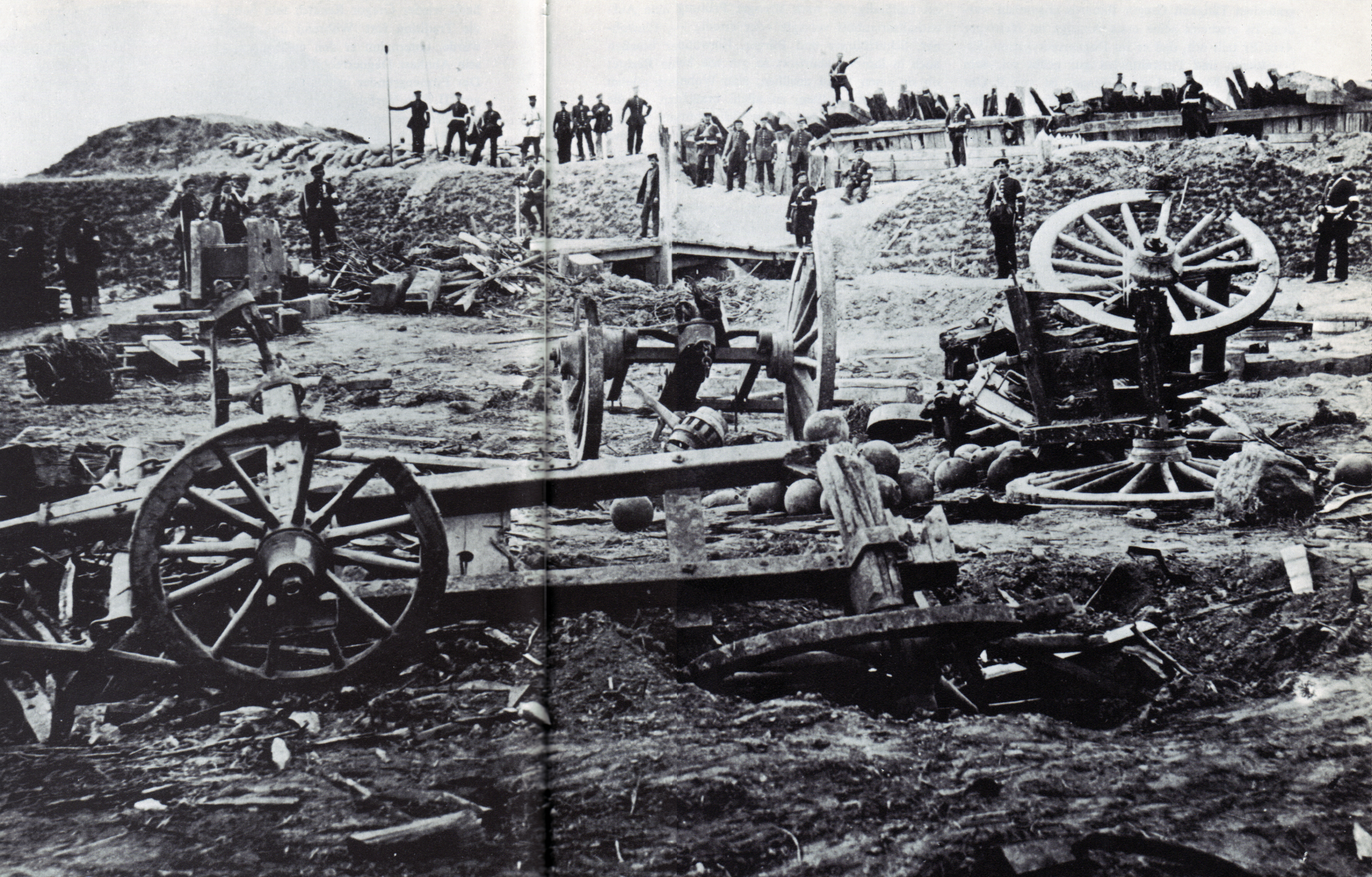
Düppeler Schanzen, fotografiert von Brandt am Tag nach der Schlacht
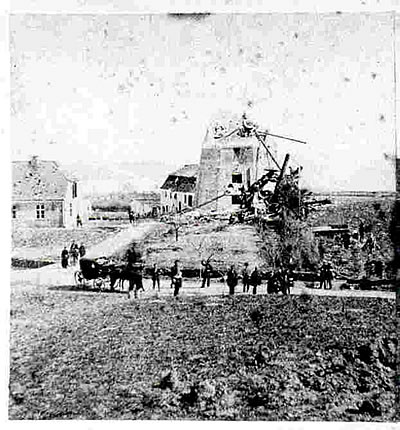
Zerstörte Mühle von Düppel
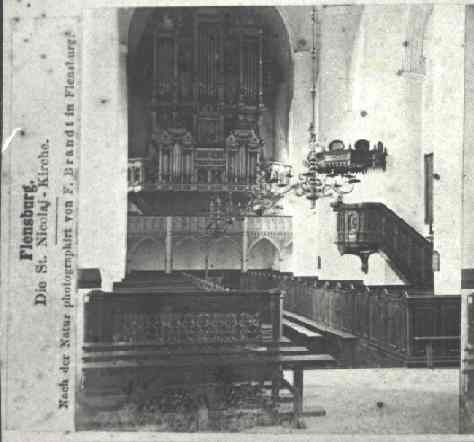
Inneres der Flensburger Nikolaikirche
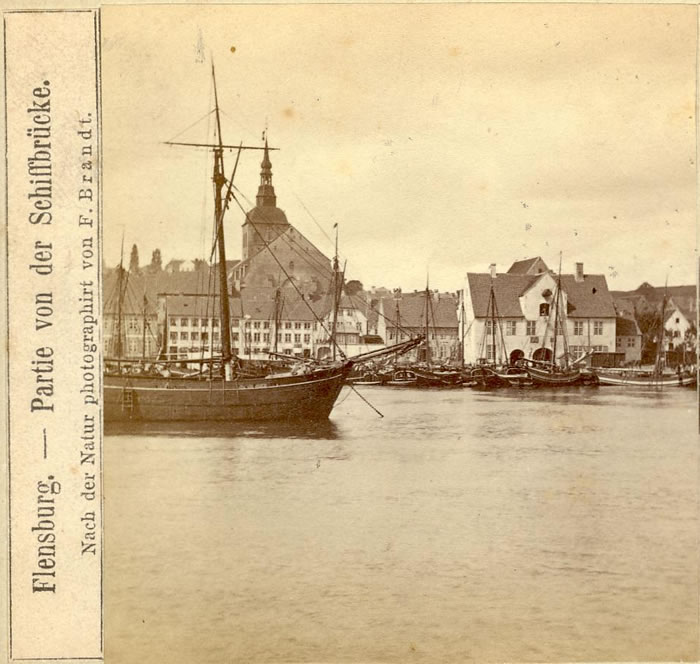
Blick auf die Flensburger Schiffbrücke

## Auszeichnungen
- Anlässlich einer vom Photographischen Verein zu Berlin veranstalteten Ausstellung im Mai 1865 erhielt Brandt eine Preismedaille für Aufnahmen von Landschaften.[1]
- Bronzemedaille (Erste Gruppe) auf der Hamburger Ausstellung [für Photographie] im November 1868[2]
- Ernennung zum Hoffotografen von Friedrich Karl Prinz von Preussen im März 1865[3]